# リリー・クラウス
リリー・クラウス（Lili Kraus, 1903年4月3日 - 1986年11月6日）は、オーストリア＝ハンガリー帝国・ブダペスト出身のピアニスト。モーツァルトの名手として知られる。

## 生涯
6歳でピアノを学び始め、8歳で最初のピアノの弟子を持つと共に、ブダペスト音楽院に入学した。同音楽院の入学試験に際して、クラウスはその才能によりセンセーションを巻き起こした。同音楽院でクラウスはコダーイ・ゾルターンに音楽理論を、バルトーク・ベーラにピアノを学んだ。
クラウスは17歳の時にブダペスト音楽院を首席で卒業し、ウィーン音楽院に入学した。同音楽院でクラウスはまずゼヴリン・アイゼンベルガー（テオドル・レシェティツキ門下）にピアノを学び、通常は3年かかる課程を1年で修了した。次の1年間、クラウスはエドゥアルト・シュトイアーマンに現代音楽を学んだ。1923年、クラウスは20歳の若さでウィーン音楽院の正教授に就任した。
クラウスはウィーンで裕福な鉱山技術者かつ哲学者のオットー・マンドル（Otto Mandl）と知り合い、1930年10月31日に結婚した。クラウスと結婚したマンデルは、ピアニストとしての妻のサポート役に徹するために事業を売り払い、同年、クラウスはアルトゥル・シュナーベルに師事するために夫と共にベルリンに移った。
クラウスは、間もなくモーツァルトやベートーヴェンの演奏で名声を得ると共に、ヴァイオリン奏者のシモン・ゴールドベルクと室内楽の演奏・録音を行い、国際的な称賛を得た。1930年代には南アフリカ・オーストラリア・日本への演奏旅行を行った。第二次世界大戦が1939年に勃発してからアジアへの演奏旅行に出るが、ジャワ滞在中に家族とともに日本軍によって、第二次世界大戦終結まで軟禁された。
戦後にニュージーランド国籍を取得し、演奏活動を再開。1967年、アメリカに移住し、テキサス州フォートワース所在のテキサスクリスチャン大学（TCU）のアーティスト・イン・レジデンスに就任した。同学との契約は、フォートワースに住んで同学で教授活動を行うが、コンサート活動やレコード録音はクラウスが自由に行えるというものであった。1966年 - 67年シーズンには、ニューヨークで、9夜でモーツァルトのピアノ協奏曲全27曲を演奏する偉業を成し遂げた。クラウスの最後のコンサートは、1982年にペンシルベニア州で行ったものであり、曲目はモーツァルトのピアノ協奏曲第20番であった。1986年、ノースカロライナ州アッシュヴィルにて永眠。83歳没 。

## 評価
スティーヴ・H・ロバーソンは、1989年に「1986年の逝去に至るまで、クラウスは20世紀の最大のピアニストかつ教育者の一人であった。クラウスはハイドンやシューベルト、とりわけモーツァルトの第一人者として知られており、常にモーツァルトの名前と共に語られた」という旨を述べている。
岡本稔は、2013年に「クラウスは、モーツァルトのスペシャリストとして最初に思い浮かぶピアニストである」という旨を述べている。

## 人物
第二次世界大戦後にたびたび来日したクラウスとじかに接した吉田秀和は「クラウスは、身にまとう雰囲気・話し方・身のこなしなど、欧州の貴族とはこんな人かと思わせる気品を備えた淑女であった。頭が非常によく、話題が豊富で社交性が高く、立派な人柄であった」という旨を述べている。

## 出自
2006年現在、クラウスの唯一の伝記と言えるのが、Steve H. Roberson, Ph.D., Lili Kraus: Hungarian pianist, Texas teacher, and personality extraordinaire, Fort Worth: TCU Press, 2000, ISBN 978-0-87565-216-0 である。同書には「クラウスの両親はいずれもユダヤ人であった」と記されているが、その根拠が示されていない。
多胡吉郎（2006年に日本で『リリー、モーツァルトを弾いて下さい』を上梓した）は、上記の記述の根拠を著者のロバーソンに直接問い合わせた。するとロバーソンは多胡に「晩年のクラウスが、自分の娘に、『誰にも言ったことがないが、自分の両親はいずれもユダヤ人であった』と告白した」ことを根拠にした、という旨を返答した。多胡は、次いでアメリカ・ノースカロライナ州に健在であったクラウスの娘に事実関係を直接問い合わせた。クラウスの娘は、ロバーソンの返答・ロバーソンの著書の記述と整合する回答をした。
多胡は、クラウスが第二次世界大戦後の1948年に故郷のブダペストを訪問し、母・異母姉（クラウスの父は前妻との間に娘を儲けた後に、クラウスの生母と再婚し、ホロコーストが始まるより前の1930年代半ばに死去した）の2人と再会した事実を示し、クラウスの娘の証言を根拠とする「クラウスの両親はいずれもユダヤ人であった」説に疑問を呈している。第二次世界大戦中にナチス・ドイツの強い影響下にあったハンガリーでは、他国でのそれを上回る苛烈なユダヤ人絶滅政策（ホロコースト）が実行され、ナチス・ドイツの当局者すら驚くほど徹底したものであった。多胡は、仮にクラウスの両親がいずれもユダヤ人であったならば、クラウスの母（ユダヤ人）・異母姉（少なくとも父はユダヤ人）が揃ってホロコーストから生き延びるのは不可能だったのではないか、と指摘している。
クラウス自身は生前のインタビューで「自分はカトリックの家庭に育った。しかし、ユダヤ人であるオットー・マンデルと結婚することに何ら障害はなかった」旨を述べていた。